# Dipartimento di El Cuy
El Cuy è un dipartimento argentino, situato nella parte occidentale della provincia di Río Negro, con capoluogo El Cuy.
Esso confina a nord con il dipartimento di General Roca, a est con i dipartimenti di Avellaneda e Nueve de Julio, a sud con quelli di Veinticinco de Mayo e Pilcaniyeu; e ad ovest con la provincia di Neuquén.
Secondo il censimento del 2001, su un territorio di 22.475 km², la popolazione ammontava a 4.252 abitanti, con un aumento demografico del 21,97% rispetto al censimento del 1991.
Il dipartimento, nel 2001, è composto da 6 comisiones de fomento:
- Aguada Guzmán
- Cerro Policía
- El Cuy
- Mencué
- Naupa Huen
- Valle Azul